# Amanhã (É Amanhã)
Amanhã (É Amanhã) é o primeiro álbum de estúdio a solo da cantora popular portuguesa Suzana.
Foi lançado no ano 2000 pela editora Espacial, assinado "Suzana E As Top Girls", sendo que as "Top Girls" eram 4 bailarinas francesas que a acompanhariam também nos espectáculos ao vivo.
Contém 12 faixas, com o tema "Um dia lindo de amor" a ser escolhido para fazer parte da primeira compilação a solo da cantora, O Melhor, lançada em 2009.
Não esquecendo Ricardo Landum, que deixa a sua assinatura em metade dos temas, destacam-se duas canções assinadas por Tony Carreira e até a contribuição de Rodrigo Leão com a parte musical de "Só pode ser loucura".
Nota para o tema que fecha o álbum, "Minha casinha", uma versão da canção popularizada por Milú e mais tarde com versão dos Xutos & Pontapés
A editora mais tarde diria que foi obtido "sucesso assinalável perante o público" com temas como: "Amanhã (é amanhã)" e "Sou rainha"".

## Faixas
1. "Amanhã (é amanhã)" (David / David, Anthony Gomez)
2. "Sou rainha" (Camurça, SA / Yami)
3. "Um dia lindo de amor" (Ricardo)
4. "Só pode ser loucura" (Camurça / Rodrigo Leal)
5. "Temos de voltar" (Ricardo)
6. "Se fosses meu" (Ricardo)
7. "Apaixonei-me outra vez" (Ricardo)
8. "Onde o amor me levar" (Ricardo /Ricardo, Anthony Gomez)
9. "Como te esquecer (quem me vai dizer)" (Tony Carreira)
10. "Tudo p'ra ti é um jogo" (Tony Carreira)
11. "Como tu (mais ninguém faz amor)" (Criatina Landum / Ricardo)
12. "Minha casinha" (Silva Tavares / António Melo)